# Naturschutzgebiet Königsbruch
Das Naturschutzgebiet Königsbruch ist das größte Naturschutzgebiet im Landkreis Südwestpfalz in Rheinland-Pfalz.

## Lage
Das Gebiet erstreckt sich südöstlich der Ortsgemeinde Fischbach bei Dahn entlang des Saarbaches und des Rumbaches. In diesem Bereich nimmt der Saarbach beziehungsweise dessen rechter Nebenarm Königsbruchgraben mehrere Nebenflüsse wie den Brunnengraben, den Spießbach, den Sumpflochgraben, den Waldgraben, den Heilsbach und den Schwobbach auf.
Neben Fischbach erstreckt sich das Naturschutzgebiet zusätzlich über die Ortsgemeinden Rumbach und Schönau. Unmittelbar nordwestlich von ihm befindet sich auf Fischbacher Gemarkung das Biosphärenhaus. Unmittelbar südwestlich liegt auf der Gemarkung von Schönau außerdem die vom Bistum Speyer betriebene Heilsbach Bildungs- und Freizeitstätte, alternativ Ferienkolonie Heilsbach genannt.
Am nordöstlichen Rand des Gebietes verläuft die Landesstraße 478, am südöstlichen Rand ist es die Landesstraße 488. Südlich verläuft die Staatsgrenze zu Frankreich.

## Geschichte
Das etwa 122,6 ha große Gebiet wurde im Jahr 1996 unter Naturschutz gestellt. Zuvor war auf dem Gebiet ab 1967 geplant, dort aus touristischen Gründen einen Stausee zu errichten; dieses Projekt erhielt die Bezeichnung „Wasgausee“. Aus Naturschutzgründen würden diese Pläne 1987 endgültig aufgegeben.